# آدی (فیلم ۲۰۰۲)
آدی (به انگلیسی: Aadi) فیلمی هندی محصول سال ۲۰۰۲ و به کارگردانی وی.وی. وینایاک است. در این فیلم بازیگرانی همچون ان.تی راما رائو جونیور، کرتی چاولا و راجان پی. دو ایفای نقش کرده‌اند.